# Concentración Nacional
La Concentración Nacional, o Concentración Nacional de Fuerzas Opositoras, fue una alianza de partidos conservadores formada en Argentina para las elecciones presidenciales de 1922.
Hasta 1912, año en que se sancionó la Ley Sáenz Peña de voto secreto, universal y obligatorio, las fuerzas políticas conservadoras se habían mantenido unidas en el poderoso Partido Autonomista Nacional (PAN). A partir de ese año, como directa consecuencia de los éxito electorales de la Unión Cívica Radical derivados del voto secreto, el PAN se desintegró y las fuerzas conservadoras se fragmentaron en decenas de partidos provinciales y locales. Muchos de ellos se denominaron "demócratas" y a partir de 1931 se organizarían como Partido Demócrata Nacional; en algunas provincias las alianzas conservadoras utilizaron el término "concentración popular".
En 1916 fracasó el intento del Partido Demócrata Progresista, con Lisandro de la Torre a la cabeza, de constituirse en una opción liberal-conservadora moderna capaz de aglutinar a las fuerzas de centro derecha de todo el país, que carecieron de un candidato para oponerle a Hipólito Yrigoyen.
Luego de 1912 los conservadores mantuvieron una presencia importante en:
- Provincia de Buenos Aires: Partido Conservador de Buenos Aires, dirigido por Marcelino Ugarte;
- Provincia de Córdoba: Partido Demócrata, dirigido por Julio Argentino Pascual Roca;
- Provincia de Salta: Unión Provincial, dirigido por Robustiano Patrón Costas;
- Provincia de Corrientes: la "rotación" Autonomista-Liberal.[2]

En 1921 los partidos conservadores provinciales conformaron una alianza electoral que denominaron la Concentración Nacional y que llevó como candidato a presidente al antiguo dirigente mitrista Norberto Piñero y como vicepresidente a Rafael Núñez en las elecciones de 1922. El triunfo fue de Marcelo T. de Alvear por la Unión Cívica Radical, que obtuvo 450.000 votos contra 200.000 votos de la Concentración Nacional.

## Resultados electorales
|  | 25.88 % |

|  | 23.00 % |

|  | 14.94 % |

|  | 17.87 % |